# Cichociemni

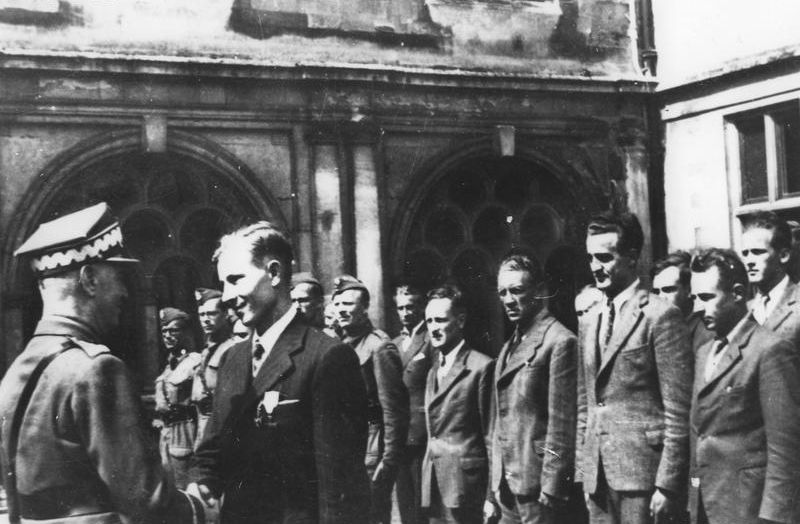
Ordensverleihung an den Cichociemny Michał Fijałka durch Władysław Sikorski (1942)

Cichociemni (polnisch für die leisen Dunklen) waren Fallschirmagenten der polnischen Exilstreitkräfte, die während des Zweiten Weltkriegs im besetzten Polen operierten. Das Ziel der Einheiten war es, gegen die deutschen Besatzer Widerstand zu leisten sowie die Organisation und Ausbildung des polnischen Widerstands. Außerdem waren sie eine wichtige Verbindung der polnischen Exilregierung in London zum polnischen Untergrundstaat.

## Geschichte
Bei den Cichociemni handelte es sich weder um eine Kampfeinheit noch um ein Luftlandebataillon. Der inoffizielle Begriff Cichociemni entstand im Jahre 1940 und betraf eine Gruppe polnischer Soldaten, die über Frankreich nach Großbritannien gingen und sich dort zum freiwilligen Wehrdienst meldeten, um gegen die Besetzung ihres Landes zu kämpfen. Ihre Aufgaben sollten geheim gehalten werden, leise und im Dunklen. Große Mühen zur Etablierung einer Luftverbindung ins besetzte Polen nahmen zu diesem Zeitpunkt Kapitän Maciej Kalenkiewicz und Jan Górski auf sich.
In die Einheit wurden 2.213 Bewerber aufgenommen, die allesamt Freiwillige waren. Von diesen Bewerbern bestanden 605 die harte Ausbildung, 579 wurden für Luftlandeaufgaben abkommandiert, von denen 316 im Laufe des Krieges über Polen absprangen. Anfangs flogen die Soldaten von ihrer Basis aus der Nähe von London, seit 1944 verlagerte sich die Startbasis nach Brindisi in Italien. Die Cichociemni verstärkten die Strukturen der polnischen Untergrundarmee, der Armia Krajowa. Den Namen Cichociemni trägt außerdem die Spezialeinheit des polnischen Heeres GROM.
Der erste Absprung auf polnisches Gebiet fand in der Nacht vom 15. auf den 16. Februar 1941 in Dębowiec statt. Die Luftlandeoperation trug den Namen Adolphus. Der letzte Absprung fand am 28. Dezember 1944 statt. Des Weiteren wurden zwei Operationen mit dem Namen Most (Brücke) ausgeführt, bei denen es zu Flugzeuglandungen im besetzten Polen kam.
Von den 316 abgesprungenen Partisanen der Cichociemni kamen 112 ums Leben: neun während des Flugs oder des Absprungs, 84 starben im Gefecht oder wurden durch die Gestapo hingerichtet, zehn begingen nach der Gefangennahme Selbstmord, neun wurden nach dem Krieg nach Urteilen polnischer kommunistischer Volksgerichte zur Zeit des Stalinismus zum Tode verurteilt.
Von den 91 Soldaten der Cichociemni, die am Warschauer Aufstand teilnahmen, starben 18 während der Kampfhandlungen.

### Bekannte Cichociemni
- Oberstleutnant Adam Borys – Organisator und Befehlshaber der Abteilungen Agat, Pegaz und Parasol, im Warschauer Aufstand Anführer des Bataillons Parasol
- Leutnant Tadeusz Chciuk-Celt – Emissär des Premierministers der polnischen Exilregierung, als einziger Kurier sprang er zweimal nach Polen ab (27/28 XII 1941 – Operation Jacket i 3/4 IV 1944 – Operation Salamander) und kam nach London zurück, Autor zweier Berichte über den polnischen Untergrundstaat, nach dem Krieg Vizechef des Senders Radio Freies Europa, letzter Vorsitzender der Exil-PSL
- Rittmeister Andrzej Rudolf Czaykowski
- Major Hieronim Dekutowski
- Oberleutnant Zdzisław Jeziorański
- Major Eugeniusz Kaszyński – Kommandant der Partisanengruppe im Gebiet Radom-Kielce
- General Tadeusz Kossakowski – im Rahmen der Operation Most II im besetzten Polen gelandet
- Oberstleutnant Henryk Krajewski – Befehlshaber der Abteilung IV der Sabotageabteilung der Polnischen Heimatarmee
- Brigadegeneral Leopold Okulicki – Befehlshaber der Polnischen Heimatarmee
- Major Jan Piwnik – Befehlshaber des zweiten Abschnitts Wachlarz, nachfolgend Kommandant von Partisanengruppen im Gebiet Radom-Kielecki
- Hauptmann Bronisław Rachwał – Befehlshaber einer motorisierten Kompanie des 1. Regiments für Sondereinsätze, starb im Gefecht am 2. September 1944 infolge einer Verwundung durch einen Granatsplitter
- Leutnant Waldemar Szwiec – Befehlshaber der Partisanenverbände Nr. 2 im Gebiet Radom-Kielecki AK Ponury im Kielcer Bergland
- Elżbieta Zawacka – Mathematikerin, nach dem Krieg Professorin, einzige Frau unter den Cichociemni, 2006 noch zum Brigadegeneral befördert.
- Major der Polnischen Streitkräfte, Leutnant der Narodowe Siły Zbrojne Leonard Zub-Zdanowicz
- Major Bolesław Kontrym – Kämpfer im Warschauer Aufstand, nach dem Krieg durch einen Volksgerichtshof zum Tode verurteilt und im Januar 1953 hingerichtet.
- Oberleutnant Stanisław Jankowski.